# Burcardo VI de Montmorency
Burcardo VI de Montmorency (1203 - 1243) fue un noble y militar francés del siglo XIII.

## Biografía

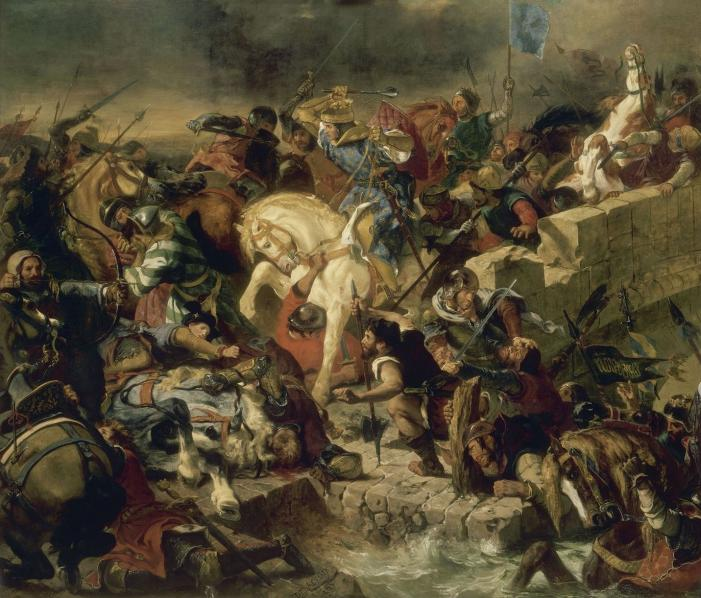
La Batalla de Taillebourg en 1242, ganada por San Luis de Francia. Cuadro de Eugène Delacroix, expuesto en la Galería de las Batalles del Palacio de Versalles, Francia.

Nació en 1203 como el hijo mayor de sus padres Mathieu II de Montmorency, llamado El Grande, Señor de Montmorency, Condestable de Francia, y uno de los más grandes y célebres guerreros de su época, y de Gertrude de Nesle-Soissons, la que era bisnieta de S.M. el Rey Luis VI de Francia.
Continuando con la política de su padre, Burcardo VI fue parte de los oficiales reales enviados a luchar contra el Conde de La Marche. En 1242 combatió en la Batalla de Taillebourg, donde las tropas del Santo Luis IX de Francia y su hermano el Príncipe Alfonso de Poitiers derrotaron al ejército del Rey Enrique III de Inglaterra y Hugo X de Lusignan.

## Matrimonio y descendencia
En 1220, Burcardo VI casó con Isabeau de Laval (1202 - 1244), hermana de la segunda mujer de su padre, ambas hijas de Guy V de Laval y de  Havoise de Craon. De este matrimonio tuvo cinco hijos:
- Mathieu III de Montmorency.[1]
- Theobaldo de Montmorency,[1] canónigo de la Abadía de Saint-Denis;
- Havoïse de Montmorency,[1] fallecida en 1286 y sepultada en la Abadía de Saint-Nicolas d'Hermières. Contrajo matrimonio con el Caballero Anseau IV de Garlande.
- Alix de Montmorency,[1] fallecida en 1277 y casada con en Caballero Gasce de Poissy.
- Juana de Montmorency,[1] fallecida en 1269.